# Роговой, Феодосий Кириллович
Феодосий Кириллович Рогово́й (1925—1992) — советский и украинский писатель.

## Биография
Родился 27 августа 1925 года в селе Пугачёвке в крестьянской семье. Детство его пришлось на тяжёлые годы коллективизации и Голодомора, а юность — на годы Великой Отечественной войны. 
Начал печататься в 1950-х годах. Первая книга вышла в 1973 году. На ее основе построен следующий роман-эпопея «Праздник последнего помола» (1982), который был задуман в 5 книгах. Из них завершено и опубликовано, кроме первой, две: «Поручительства для отца» (1987), «Большие поминки» (1990). Четвертая книга — «Слеза покаяния» («Грех без прощения») осталась не завершена (разделы в журнале «Киев», 1994), а 5-й известна лишь название — «Скажи мне кончину, Господи!».
Кроме того, перу Феодосия Рогового принадлежат повести «Сердце жаждет любви» (1984) и «Над Днепром» (1986) — обе опубликованы в харьковском журнале «Прапор».
Григору Тютюннику, с которым дружил, посвятил «Новеллу из жизни великого» («Заря Полтавщины», 1991, 20 ноября).
В период оккупации Украины нацистами был насильно вывезен в Вестфалию остарбайтером, где работал на шахте. В дальнейшем его трудовая судьба складывалась так: рабочий на заводе в Подмосковье (г. Электросталь), колхозник у себя на малой родине, затем работал в рыбартеле и секретарем в Морозовском сельсовете (1947—1950). С осени 1950 года преподавал немецкий язык в Устимовской восьмилетней школе Глобинского района. В 1952—1957 годах учился в Харьковском педагогическом институте (факультет иностранных языков). С 1967 года — сотрудник редакции областной газеты «Комсомолец Полтавщины», в которой работал до 1971 года. Позже вернулся в сек. Устимовку, где поселилась семья после затопления Пугачёвки. Работал собственным корреспондентом «Комсомолец Полтавщины», а в 1975 году вернулся к учительской работе.
В литературном наследии писателя есть сатирические стихи, новеллы, рассказы, публицистические статьи, рецензии, педагогические этюды, очерки, которые печатались в областной и республиканской прессе, в частности в журналах «Советская женщина», «Днепр», «Знамя» и др. Романы
«Праздник последнего помола», «Сдвинутые люди», «Поручительства для отца», «Большие поминки», «Грех без прощения» (незавершенный). Книгами получилось только два: «Праздник последнего помола» и «Поручительства для отца». Остальные — отдельными отрывками или журнальными вариантами.
С начала 1980-х годов Феодосий Роговой страдал ИБС, которая и стала причиной его смерти.
Умер 4 мая 1992 года. Похоронен в селе Устимовке (ныне Глобинский район, Полтавская область, Украина).
В 2009 году в Полтавском издательстве «Мир» вышли две книги: «На рассвете, когда не спалось. Письма Феодосия Рогового» и «Я миру нужен как пример, как возможность. Из дневников и записных книжек Феодосия Рогового 1954—1992 гг.» Они подготовлены к печати и изданы его сыном Юрием.

## Награды
- Литературная премия имени Андрея Головко за книгу «Поручительства для отца» (1988);
- Государственная премия Украины имени Т. Г. Шевченко (1992) — за роман «Праздник последнего помола» (1992).